# Miss Rio de Janeiro 2009
Miss Rio de Janeiro 2009 foi a 54ª edição do tradicional concurso de beleza feminino de Miss Rio de Janeiro, válido para a disputa de Miss Brasil 2009, único caminho para o Miss Universo. O concurso, coordenado pela empresária Susana Cardoso, ocorreu no Teatro Odylo Costa Filho, localizado dentro da Universidade do Estado do Rio de Janeiro, na cidade do Rio de Janeiro com a presença de dezoito (18) candidatas de distintos municípios do Estado. A detentora do título no ano anterior, Camila Paiva Hentzy, coroou a sucessora no final do evento, sendo esta sua conterrânea, a represente de Teresópolis, Fernanda Gomes.

## Resultados

### Colocações
| Posição               | Município e Candidata |
| --------------------- | --- |
| Vencedora             | - Teresópolis - Fernanda Gomes                                                                                           |
| 2º. Lugar             | - Niterói - Mariana Marinho                                                                                              |
| 3º. Lugar             | - Belford Roxo - Daniele Santos                                                                                          |
| 4º. Lugar             | - Angra dos Reis - Taciana Pereira                                                                                       |
| 5º. Lugar             | - Cabo Frio - Sofia Busin                                                                                                |
| Top 08 Semifinalistas | - Campos dos Goytacazes - Ana Carolina Alves - Nova Iguaçu - Ana Carolina Fagundes - Rio de Janeiro - Ana Caroline Magno |

### Prêmios Especiais
Foram distribuídos os seguintes prêmios este ano: 
| Posição           | Município e Candidata                 |
| ----------------- | ------------------------------------- |
| Miss Simpatia     | - Nova Iguaçu - Ana Carolina Fagundes |
| Miss Fotogenia    | - Cabo Frio - Sofia Busin             |
| Miss Voto Popular | - Nova Iguaçu - Ana Carolina Fagundes |

## Candidatas
Disputaram o título este ano: 
| - Angra dos Reis - Taciana Pereira - Belford Roxo - Daniele Santos - Cabo Frio - Sofia Busin - Campos dos Goytacazes - Ana Carolina Alves - Duque de Caxias - Karine Freitas - Itaboraí - Kelly Hardoim | - Macuco - Cláudia Farias - Maricá - Taysa Gomes - Niterói - Mariana Marinho - Nova Iguaçu - Ana Carolina Fagundes - Petrópolis - Poliana Araújo - Queimados - Caroline Fernandes | - Rio de Janeiro - Ana Caroline Magno - São Gonçalo - Amanda Eboli - São João de Meriti - Gabriela Freitas - Seropédica - Priscila Bonini - Teresópolis - Fernanda Gomes - Volta Redonda - Géssica Teixeira |